# Zastava Martinika
Službena zastava Martinika usvojena je 16. siječnja 2023. Sastoji se od crvene i crne polovice između koje je zelena dijagonala, a preko tih boja nalazi se crni kolibrić.